# بوشيني مزين
بوشيني مزين (الاسم العلمي: Puccinia ornata) هو نوع من الفطريات يتبع جنس البوشيني من فصيلة البوشينية.